# Herpyllus proximus
Herpyllus proximus är en spindelart som beskrevs av Denis 1958. Herpyllus proximus ingår i släktet Herpyllus och familjen plattbuksspindlar. Inga underarter finns listade i Catalogue of Life.